# Крик (театр)
Дніпровський академічний український театр одного актора «Крик»  — театр у місті Дніпро. Єдиний, щонайменше в Україні і в Європі, повноцінний театр, у якому актор є і режисером вистав, і сценаристом, і сценографом, і художником, і музичним редактором, і гримером, і костюмером — це засновник театру народний артист України Михайло Мельник. У листопаді 2012 року наказом Міністерства культури України театру надано статус академічного.

## Історія
Дніпропетровський театр-студія «Крик», як комунальний заклад культури, був зареєстрований рішенням виконкому Жовтневої районної ради народних депутатів міста Дніпропетровська 6 липня 1990 року (Рішення райради № 293 від 06.07.1990), але до цього театр вже активно працював щонайменше рік — зі спектаклями «Гайдамаки» і «Пропащі» «Крик» виступав не тільки в Україні.

### Перші роки
Предтечею Театру одного актора стала театр-студія «Крик», яку створив Михайло Васильович Мельник у Дніпропетровському монтажному технікумі у 1987 році, і вистави якої з часом стали дуже популярними серед містян. У 1989 році театру-студії надали приміщення у колишньому музеї комсомольської слави імені Олександра Матросова на Жовтневій площі (нині Соборна). Через відсутність коштів Михайлу Мельнику довелося самотужки облаштовувати його під театр, власноруч робити лави для глядачів, лаштунки, освітлювальне та звукове обладнання.
Розпорядженням Дніпропетровської міської ради від 4 травня 1993 року № 471р театр-студія отримала сучасну назву — був зареєстрований Український театр одного актора «Крик» (Реєстраційний № 5498 від 04.05.1993). «Крик» — це єдиний в Україні випадок театру, коли режисер є і актором, і сценаристом, і музичним редактором, і художником та костюмером одночасно. Вистави «Крику» набули широкої популярності. Попри свою компактність, на гастролі «Крик» виїжджає не часто.
Першими виставами театру стали «Гайдамаки» за однойменною поемою Тараса Шевченка і «Пропащі» за мотивами творів Остапа Вишні, які Михайло Мельник поставив ще на малій сцені Українського музично-драматичного театру імені Тараса Шевченка. Невдовзі, у 1991 році, до них додалася «Кара» за повістю Миколи Гоголя «Тарас Бульба». Цікаво, що на «Гайдамаків» не пускали школярів, бо Мельник вважав постанову спектаклем для дорослих, а не для дітей, через що частенько не знаходив порозуміння з керівництвом шкіл. «Кара» користувалася величезною популярністю серед глядачів, проте виявилася надто небезпечною для актора.
Одного разу під час вистави на нього впав реквізит, Михайло Васильович сильно пошкодив спину. Після цього він вирішив зняти спектакль. 1993 року Мельник поставив «Лоліту» Набокова. Цю п'єсу він грав шістнадцять років, але потім несподівано зняв з репертуару. Як пояснював сам митець, він почав комплексувати перед своєю донькою і вирішив поміняти п'єсу.

### Монотеатр у Будинку архітектора

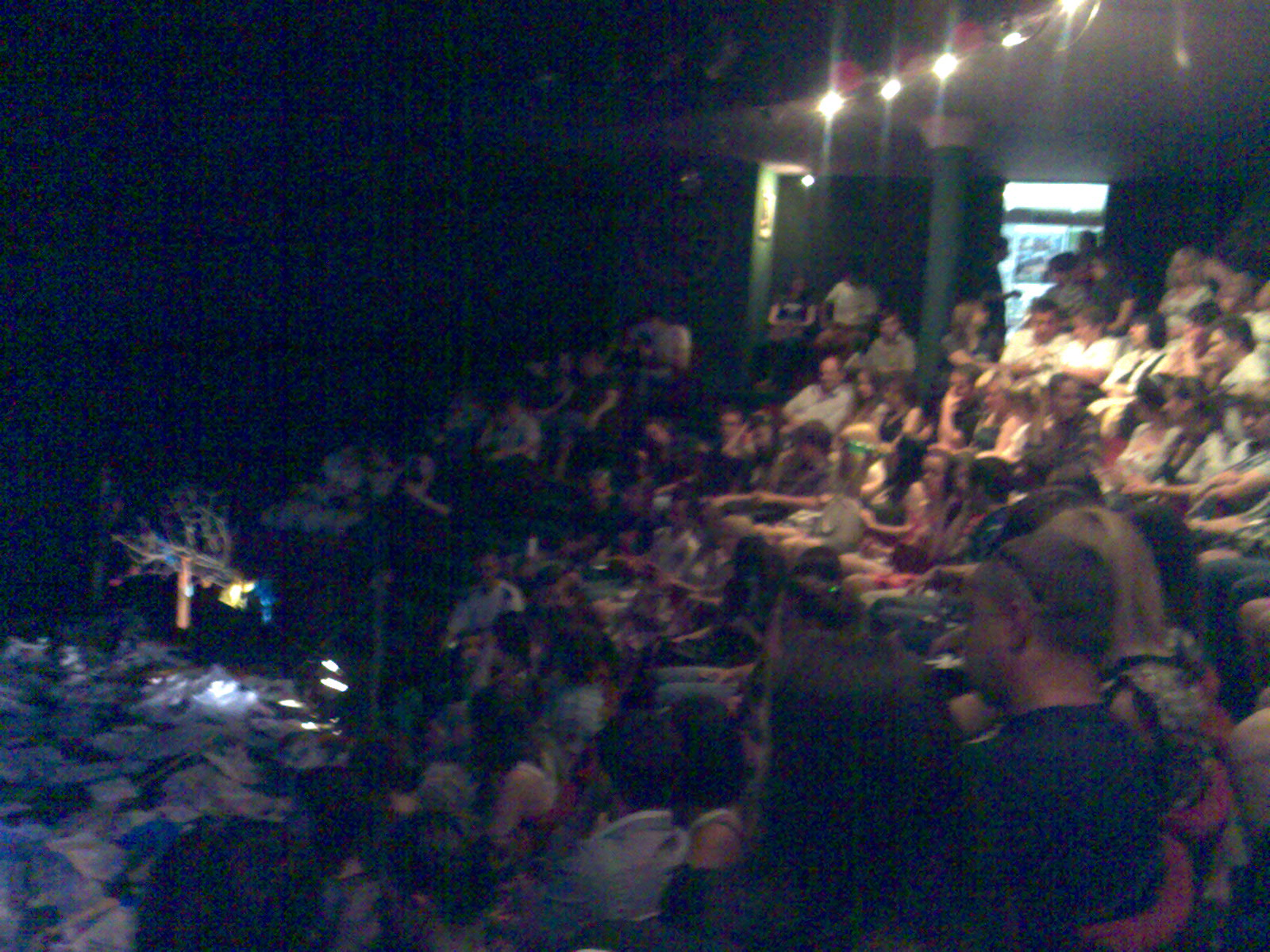
Публіка на виставі «Крику» в Будинку архітектора

У 1994 році Мельнику присвоєно звання Заслужений артист України. А в 1996 він став першим лауреатом Премії імені Леся Курбаса, лауреатом і володарем Гран-прі театрального фестивалю-конкурсу на вищу театральну нагороду Придніпров'я «Січеславна-1996». У тому ж році «Крик» переїхав до нового приміщення — у Будинок архітектора, де театр функціонує й досі. Втретє довелося обладнувати сцену, перебудовувати залу, майструвати розсувні двері, облаштовувати гримерну, майстерню тощо. У новій залі Мельник порадував своїх шанувальників виставами «Парфумер» за романом Патріка Зюскінда (1995), «Ворота до Раю» за однойменною повістю Єжи Анджеєвського (1998) та «Україншка охота» за творами Остапа Вишні (1999).
«Ворота до Раю» — драма, історія про хрестовий похід дітей, які були приречені на вірну загибель. «Україншка охота» — комедія, повна імпровізації. Актор бавився як хотів: наливав глядачам горілку, пригощав варениками, які перед спектаклем готувала його дружина…
Цікава історія і спектаклю за «Парфумера» Зюскінда. Постановка «Крику» — єдина п'єса «Парфумера» у світі: автор роману на певному етапі заборонив ставити або екранізувати свої твори. Тож за кілька років на виставу приїхали представники Інституту Ґете, які хотіли захищати авторські права на роман. Як згадував Михайло Васильович, після спектаклю гості були під таким враженням, що не могли нічого сказати, проте згодом попросили прибрати п'єсу, бо вона порушувала авторське право. Актор тоді заявив, що це остання постановка і дотримався обіцянки — спектакль було знято з репертуару.
Однією з найвдаліших вистав театру стала постановка «Гріх» за мотивами творів класика української літератури Михайла Коцюбинського «Intermezzo» і «Що записано в книгу життя» (прем'єра 2004 року) — у 2007-му за постановку «Гріха» Михайло Мельник був удостоєний Національної премії України імені Тараса Шевченка — найвищої в Україні творчої відзнаки за вагомий внесок у розвиток культури та мистецтва. Історія сина, який відправив власну матір на смерть, не може залишити байдужим нікого, а потойбічний «голос матері», — творча знахідка Мельника-режисера, — змушує здригнутися навіть самих холоднокровних глядачів. Майстер запропонував сучасну версію класичних творів, перенісши сюжет Коцюбинського в обставини нашого життя: герой нагадує бомжа, який потопає в бруді. Сцена схожа на двір з невивезеним сміттям. Чорний простір сцени заповнений газетним папером та целофановими пакетами, що не тільки ілюструють дійсність, але й символізують забрудненість наших душ.

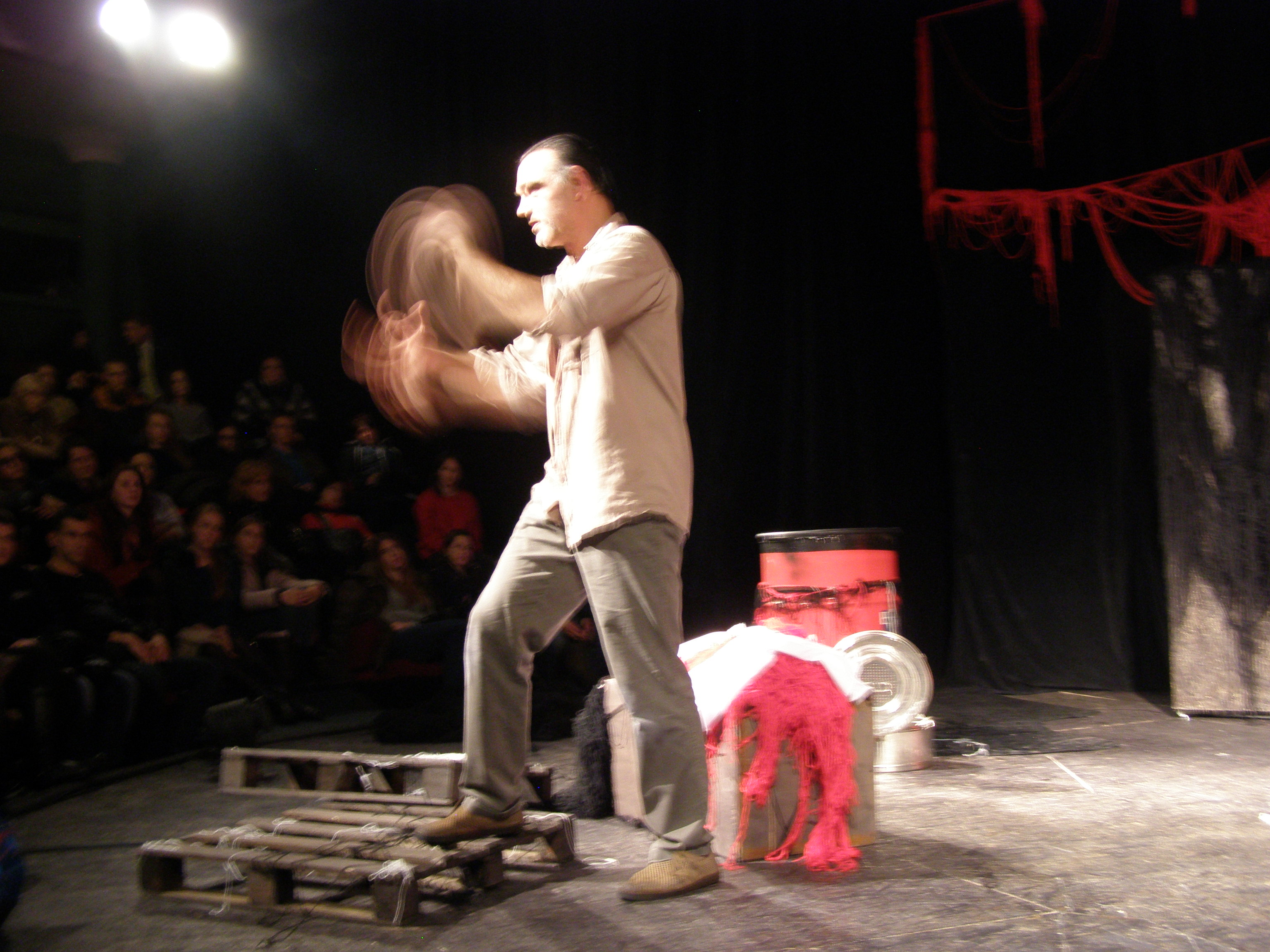
Актор і глядачі. Вистава «Дикий» за мотивами повісті Цвейга «Амок»

Неодноразово театр у своїх постановках звертається до сучасної європейської прози. Для україномовного театру «Крик» було і залишається принциповим переконати глядачів російськомовного Дніпра, що українською мовою можна грати будь-який європейський інтелектуальний твір. Поступове розширення репертуару театру від національної тематики до конкретних загальнолюдських проблем абсолютно закономірне. Головне, що «Крик» завжди залишається вірним українським принципам духовності.
Новіші драматичні вистави театру — «Мутація» (2007) за мотивами творів Федора Достоєвського, «Табу» (2009) за повістю «Крейцерова соната» Льва Толстого, «Непізнані» (2013) і «Дикий» (2017) за творами Стефана Цвейга «Лист незнайомої» і «Амок». Усі вистави пронизані глибоким філософським, духовним осмисленням сучасності та майбутнього людства. У кожній виставі піднімаються як загальнолюдські питання, так і проблематика окремої людини; у постановках резонує тема України, її больових точок. Вистави Мельника викликають у глядачів нерідко шоковий стан і навіть катарсис. Дуже часто гості театру плачуть від пережитих під час виступів емоцій. На жаль, вистава «Мутація» була знята з показу — специфіка театру одного актора не дозволяє грати більше п'яти вистав одночасно. «Я не маю можливості тримати в репертуарі вісім-десять різних вистав», — каже Мельник.

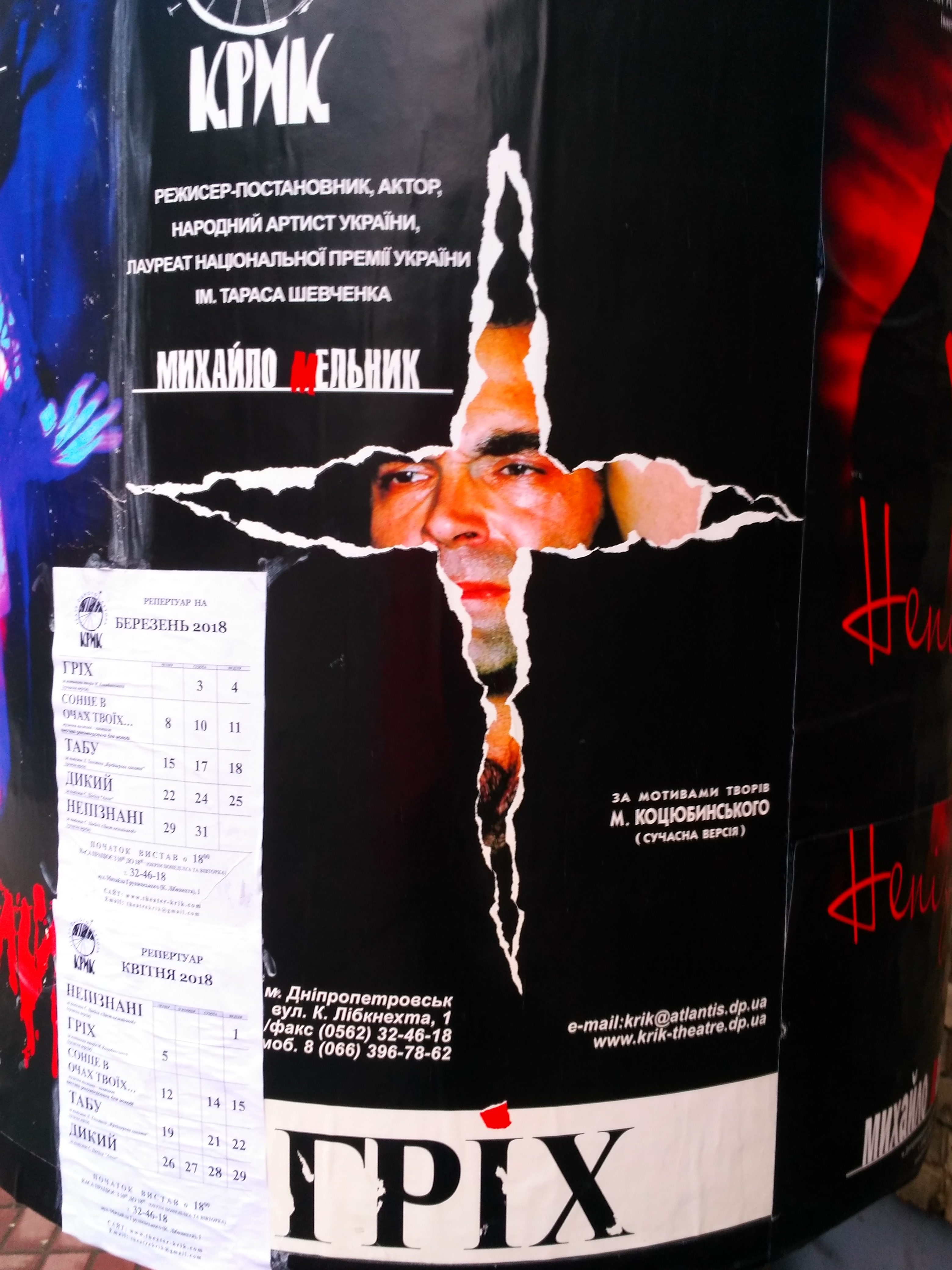
Афіша театру Крик у 2018 році.

Окремо за жанром у репертуарі театру стоїть лірична музична вистава-контакт «Сонце в очах твоїх…» (2010). На спектаклі глядачі стають учасниками театрального дійства, влаштовують свій перформанс — зі сцени зізнаються в коханні, роблять справжні пропозиції руки та серця. А актор радує шанувальників своїм хобі — грою на саксофоні. «„Сонце в твоїх очах“ я рекомендую усім закоханим. Після вистави хочеться схопити на руки любу і мчати до загсу. До слова, саме на виставі вже 13 хлопців зробили пропозицію своїм коханим», — посміхається Мельник.
Притягальною силою театру для його шанувальників стали творчі зустрічі Михайла Мельника з молодими поетами, письменниками, студентською молоддю та місцевими журналістами.

## Репертуар
За час існування театру, у ньому поставлені чотирнадцять вистав. Станом на 2017 рік у репертуарі театру представлені п'ять моноспектаклів.
| Рік прем'єри | Вистава               | Сценарій                                                             | Рік закінчення показу |
| ------------ | --------------------- | -------------------------------------------------------------------- | --------------------- |
| 2017         | «Дикий»               | За мотивами повісті Стефана Цвейга «Амок»                            |                       |
| 2013         | «Непізнані»           | За мотивами новели Стефана Цвейга «Лист незнайомої» (сучасна версія) |                       |
| 2010         | «Сонце в очах твоїх…» | Лірична музична вистава-контакт                                      |                       |
| 2009         | «Табу»                | За повістю Льва Толстого «Крейцерова соната» (сучасна версія)        |                       |
| 2007         | «Мутація»             | За мотивами творів Федора Достоєвського (сучасна версія)             | 2015                  |
| 2004         | «Гріх»                | За мотивами творів Михайла Коцюбинського (сучасна версія)            |                       |
| 2002         | «Mollis»              | За повістю Федора Достоєвського «Покірлива»                          | 2013                  |
| 1999         | «Україншка охота»     | За мотивами творів Остапа Вишні                                      | 2002                  |
| 1998         | «Ворота до Раю»       | За однойменною повістю Єжи Анджеєвського                             | 2003                  |
| 1995         | «Парфумер»            | За романом Патріка Зюскінда                                          | 2006                  |
| 1993         | «Лоліта»              | За однойменним романом Володимира Набокова                           | 2009                  |
| 1991         | «Кара»                | За повістю Миколи Гоголя «Тарас Бульба»                              | 1997                  |
| 1989         | «Пропащі»             | За мотивами творів Остапа Вишні                                      | 1991                  |
| 1989         | «Гайдамаки»           | За однойменною поемою Тараса Шевченка                                | 1993                  |

## Приміщення, театральна зала

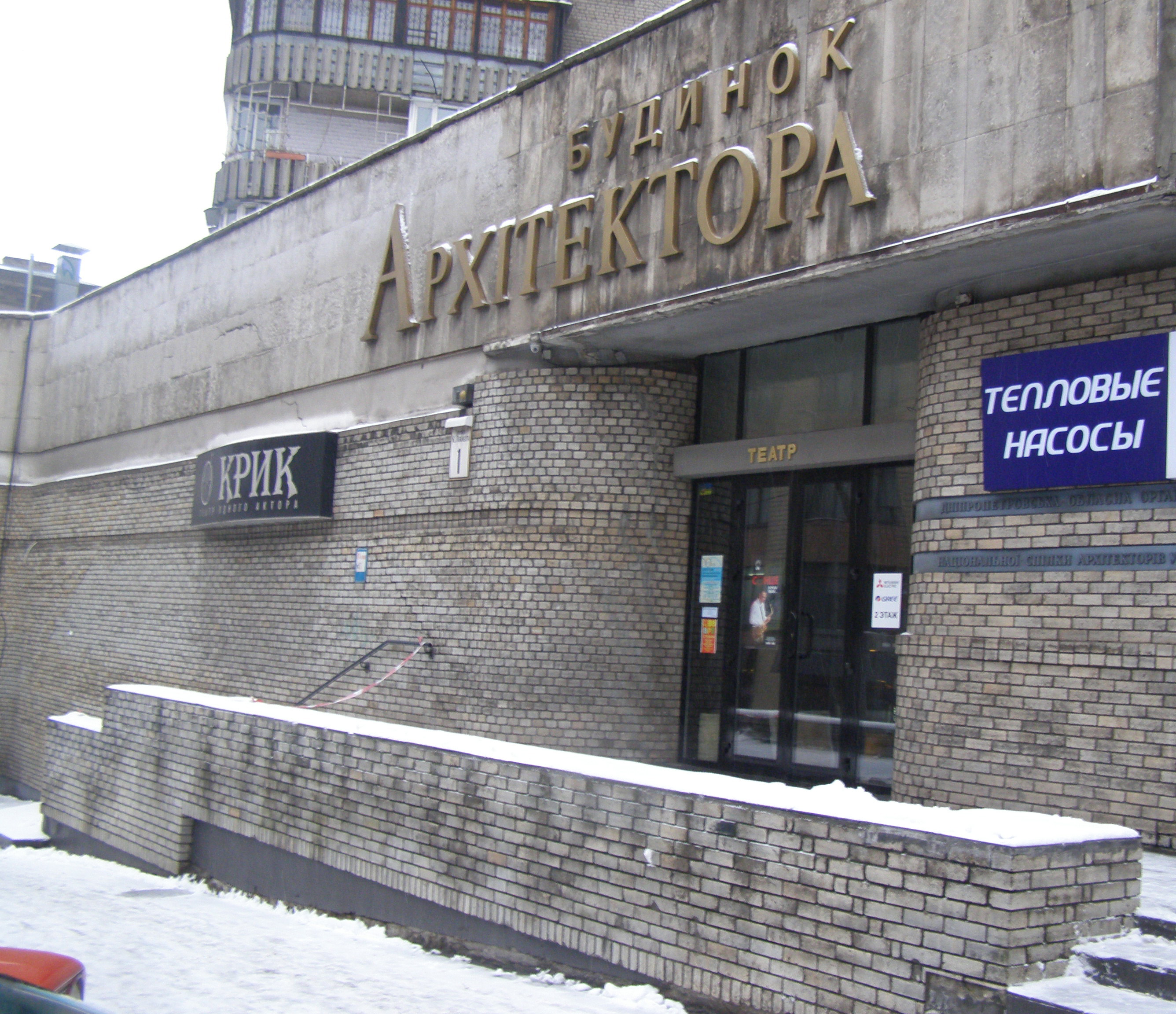
Театр «квартирує» в приміщенні Дніпровського Будинку архітектора

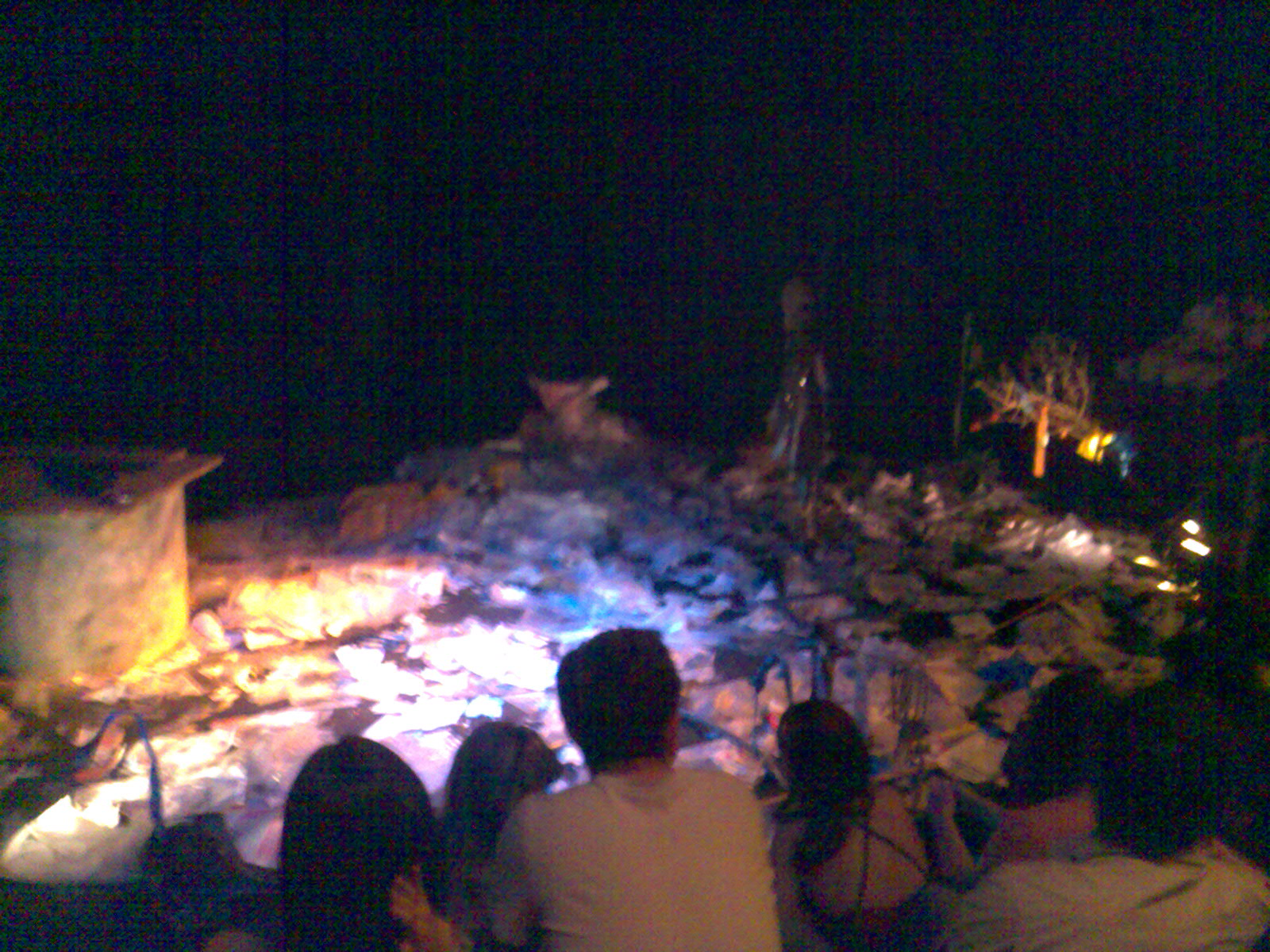
На виставі «Гріх» на сцені в Будинку архітектора

З 1996 року Академічний український театр одного актора «Крик» орендує приміщення на першому поверсі Будинку архітектора Дніпра на вулиці Михайла Грушевського (колишня Карла Лібкнехта), 1.
Рішенням Дніпропетровської міської ради № 42/22 від 31.10.2007 заклад культури отримав найменування Комунальний заклад культури «Дніпропетровський міський український театр одного актора „Крик“».